# Минченков, Михей Митрофанович
Михей Митрофанович Минченков (15.01.1913 — 11.10.2003) — рядовой 297-го стрелкового полка 184-й стрелковой Духовщинская Краснознамённой ордена Суворова дивизии 45-го стрелкового Неманского корпуса 5-й армии; командир отделения 9-го гвардейского стрелкового полка 3-й гвардейской стрелковой дивизии 2-й гвардейской армии 3-го Белорусского фронта, гвардии сержант.

## Биография
Родился 2 января 1913 года в деревне Коськово Мстиславского района Могилёвской области Белоруссии в крестьянской семье. Окончил 4 класса. Работал в колхозе.
В Красной Армии с 1937 по 1939 годы. На фронте в Великую Отечественную войну с октября 1943 года.
Рядовой 297-го стрелкового полка красноармеец Михей Минченков в период с 7 по 15 августа 1944 года в бою около литовского населённого пункта Блюдш вместе с другими бойцами отбил несколько контратак неприятеля и удержал занимаемый рубеж. При этом уничтожил полтора десятка солдат и одного офицера противника.
Приказом по 184-й стрелковой дивизии № 050 от 25 августа 1944 года за мужество и отвагу проявленные в боях красноармеец Минченков Михей Митрофанович награждён орденом Славы 3-й степени.
17-25 октября 1944 года близ литовского населённого пункта Науяместис при отражении вражеских контратак красноармеец Михей Минченков незаметно пробрадся во фланг неприятеля и метким огнём заставил его отступить, лично уничтожил шесть и пленил одиннадцать противников.
Приказом по 5-й армии № 06 от 19 января 1945 года за мужество и отвагу проявленные в боях красноармеец Минченков Михей Митрофанович награждён орденом Славы 2-й степени.
17 апреля 1945 года при отражении контратаки противника в районе юго-западнее столицы Восточной Пруссии города Кёнигсберга командир стрелкового отделения 9-го гвардейского стрелкового полка гвардии сержант Михей Минченков при отражении вражеской контратаки зашёл с бойцами вверенного ему подразделения в тыл противника и внезапно открыл огонь, чем способствовал отражению контратаки.
Приказом по 2-й гвардейской армии № 99 от 21 мая 1945 года за мужество и отвагу проявленные в боях гвардии сержант Минченков Михей Митрофанович повторно награждён орденом Славы 2-й степени.
Всего за годы войны был трижды ранен. В боях уничтожил сто двадцать пять противников.
В 1945 году гвардии старшина Минченков М. М. демобилизован. Приехал в город Могилёв, где жил и работал некоторое время.
Указом Президиума Верховного Совета СССР от 24 октября 1966 года за образцовое выполнение заданий командования в боях с немецко-вражескими захватчиками гвардии старшина запаса Минченков Михей Митрофанович перенаграждён орденом Славы 1-й степени, став полным кавалером ордена Славы.
Жил в городе Мстиславле Могилёвской области Республики Беларусь. Скончался 11 октября 2003 года.

## Награды
Награждён орденами Отечественной войны I степени, Славы I, II, III степени, медалями, в том числе — медалью «За отвагу».
15 апреля 1999 года Указом Президента Республики Беларусь был награждён Орденом «За службу Родине» III степени.